# Кан (футбольний клуб)
Кан (фр. Stade Malherbe Caen) — французький футбольний клуб з однойменного міста. Клуб виступає у французькій Лізі 2, домашні матчі проводить на стадіоні Стад Мішель Д'Орнано, що здатний вмістити 21,5 тисяч вболівальників.

## Історія

### ХХ століття
Спочатку клуб включав у себе секції з багатьох видів спорту, але поступово футбол вийшов на перший план. «Стад Малерб» став одним з найсильніших аматорських клубів Нормандії. Клуб грав на стадіоні «Відень» (Велодромі). З 1934 по 1938 роки була зроблена перша спроба надати клубу професійний статус. Однак після Другої світової війни «Кан» повернувся до аматорського статусу і взяв участь в 22 чемпіонатах Франції для аматорських клубів. У 1970-ті роки клуб балансував між 2 і 3 дивізіонами країни.
Тренер П'єр Манковскі, що з'явився в «Кані» в 1983 році, поставив собі за мету повернути клубу професійні амбіції. «Стад Малерб» повернувся в Лігу 2, а в 1985 році отримав професійний статус. Через три роки клуб вперше піднявся в Лігу 1, де двічі поспіль утримувався від вильоту лише в самому останньому турі.
Прибуття швейцарського тренера Даніеля Жандюпё додало розвитку клубу нову динаміку. Навесні 1992 року, через кілька місяців після того, як клубу з труднощами вдалося уникнути банкрутства, «Кан» фінішував п'ятим у чемпіонаті, завоювавши путівку в Кубок УЄФА. У наступному сезоні клуб переїхав на новий стадіон, який став символом нових амбіцій. Але в 1995 році «Кан» покинув еліту. Незважаючи на перемогу в Лізі 2 в 1996 році, поступово став звичайним клубом другого дивізіону.

### 2000-наш час
Новий виток розвитку клубу почався в 2002 році з приходом на президентську посаду Жана-Франсуа Фортена. Під керівництвом Патріка Ремі клуб дійшов до фіналу Кубка Ліги в 2005 році, де поступився «Страсбуру». Змінив Ремі на тренерському містку колишній капітан команди Франк Дюма зі змінним успіхом боровся за збереження місця в Лізі 1 і в 2012 році, після чергового вильоту, команду очолив його асистент Патріс Гаранд.

## Досягнення
- Ліга 2:
  -  Чемпіон (2): 1996, 2010
  -  Віце-чемпіон (4): 1987, 1988, 2004, 2007
- Кубок Ліги:
  -  Фіналіст (1): 2005